# Můj brácha čuník
Můj brácha čuník (v anglickém originále My Brother the Pig) je americká filmová komedie z roku 1999. Režisérem filmu je Erik Fleming. Hlavní role ve filmu ztvárnili Nick Fuoco, Scarlett Johansson, Judge Reinhold, Romy Windsor a Eva Mendes.

## Obsazení
| Nick Fuoco         | George Caldwell  |
| Scarlett Johansson | Kathy Caldwell   |
| Judge Reinhold     | Richard Caldwell |
| Romy Windsor       | Dee Dee Caldwell |
| Eva Mendes         | Matilda          |
| Alex D. Linz       | Freud            |
| Paul Renteria      | hlídač           |
| Renee Victor       | babička Berta    |